# Contea di Yingshan (Sichuan)
La contea di Yingshan (营山县S, Yíngshān XiànP) è una contea della Cina, situata nella provincia di Sichuan e amministrata dalla prefettura di Nanchong.